# Nikiski
Nikiski ist ein Census-designated place (CDP) im Kenai Peninsula Borough von Alaska mit 4493 Einwohnern (Stand: 2010). Bis 1990 hieß der Ort „Nikishka“. Seit 1980 ist Nikiski ein CDP.

## Geografie
Nikiski befindet sich auf der Westseite der Kenai-Halbinsel. Sie liegt entlang des Ufers des Cook Inlet zwischen Salamatof im Süden und dem Swanson River im Nordosten. Es grenzt auf der anderen Seite des Swanson River an Point Possession.
Nach Angaben des United States Census Bureau hat der Nikiski CDP eine Gesamtfläche von 75,9 Quadratmeilen (196,7 km²), wovon 69,4 Quadratmeilen (179,8 km²) Landfläche und 6,5 Quadratmeilen (16,8 km²) oder 8,57 % Wasserflächen sind. Der CDP liegt in einer tiefliegenden Region, die von mehreren Seen bedeckt ist.

## Demografie
Nach der Volkszählung von 2010 leben in Nikiski 4493 Menschen. Die Bevölkerung teilte sich 2017 auf in 77,1 % Weiße, 0,04 % Afroamerikaner, 6,7 % amerikanische Ureinwohner und Ureinwohner Alaskas, 1,1 % Ozeanier und 5,6 % mit zwei oder mehr Ethnizitäten. Hispanics oder Latinos machten 8,7 % der Bevölkerung aus. Das mittlere Haushaltseinkommen lag bei 72.620 US-Dollar und die Armutsquote bei 11,6 %.
| Jahr | Einwohner¹ |
| ---- | ---------- |
| 1880 | 74         |
| 1980 | 1109       |
| 1990 | 2743       |
| 2000 | 4327       |
| 2010 | 4493       |

¹ 1880 – 2010: Volkszählungsergebnisse